# HBO Films
HBO Films америчка је продукцијска и дистрибутерска кућа, одсек кабловско-телевизијске мреже HBO која продуцира дугометражне филмове и мини-серије. Одсек продуцира фикцијска и нефикцијска дела, првенствено за дистрибуцију својим купцима, иако је недавно кућа финансирала биоскопска издања.
HBO Films поставља три или четири филма годишње и већину их развија интерно, а биоскопске филмове дистрибуира Warner Bros. Pictures.

## Најгледанији
| Српски назив                    | Изворни назив                 | Датум издања      | Гледаоци (милиони) |
| ------------------------------- | ----------------------------- | ----------------- | ------------------ |
| Мој живот с Либерачијем         |                               | 26. мај 2013.     | 11,45              |
| Пратња                          |                               | 21. фебруар 2009. | 10,45              |
| Н/Д                             |                               | 12. фебруар 2005. | 10,14              |
| Промена игре                    |                               | 10. март 2012.    | 10,04              |
| Божјих руку дело                |                               | 30. мај 2004.     | 9,75               |
| Мајстор лажи                    |                               | 20. мај 2017.     | 8,93               |
| Покопај ми срце код Вундид Нија | Bury My Heart at Wounded Knee | 27. мај 2007.     | 8,00               |
| Темпл Гредин                    |                               | 6. фебруар 2010.  | 7,80               |
| Анђели гвоздених чељусти        |                               | 15. фебруар 2004. | 7,80               |
| Сиви вртови                     |                               | 18. април 2009.   | 7,45               |